# 小行星69870
小行星69870（69870 Fizeau）是一颗绕太阳运转的小行星，为主小行星带小行星。该小行星于1998年9月发现。
該小行星以法國物理學家希波萊特·菲佐（Hyppolite Fizeau）命名。

## 轨道参数
小行星69870的轨道半长轴为471 627 793 km（3.1525922 UA），离心率为0.284。